# エイティトウショウ
エイティトウショウとは、日本の競走馬、繁殖牝馬である。「牝馬最強世代」と呼ばれた1981年クラシック世代の1頭であり、中山記念連覇など牡馬混合重賞を4勝。2000メートル前後の距離で能力を発揮し、「中距離の女王」と称された。芝の重・不良で重賞3勝を含む5戦4勝、2着1回という「道悪の鬼」としても認知されている。繁殖牝馬としてもクイーンカップなど重賞3勝を挙げたマザートウショウなどを産んでいる。弟にトウショウペガサスなど3頭の重賞勝利馬がいる。

## 経歴
母ソシアルトウショウは1975年の優駿牝馬（オークス）2着馬。その兄弟には重賞3勝のトウショウピットや、「天馬」と称された顕彰馬トウショウボーイなどがいる。父ダンディルートは藤正牧場が導入した新進の種牡馬であった。
しかし、誕生後しばらくの後に右前脚蹄骨を骨折。腱にも異常を持っており、さらに胃腸が弱く下痢を繰り返していた。こうした様子から、当初は競走馬になれないと見られていたが、牧場スタッフの献身的な世話が功を奏し、徐々に体質は改善されていった。競走年齢の3歳に達した1980年4月、美浦トレーニングセンターの奥平真治に入厩。しかし環境の変化から極度の食欲不振に陥って栄養失調を起こし、牧場に返された。10月末に再度入厩するが、デビューは翌年2月と遅れた。

### 戦績
1981年2月21日、東京競馬場の新馬戦でデビュー。初戦は僅差の2着となり、2戦目で初勝利。3戦目で当時オープン特別のフラワーカップに勝利し、クラシック戦線でも堅実に入着して素質の高さを見せた。夏の休養前に出走したラジオたんぱ賞では、最終コーナー先頭からゴールまで押し切り、重賞を初制覇。2着は当年の菊花賞馬となるミナガワマンナであった。夏の休養を経ての秋シーズンは、緒戦の牝馬東京タイムズ杯で5着。次走は秋の最大目標としたエリザベス女王杯であったが、胃腸の弱さが影響し、競走前に3度の腹痛に見舞われた。しかし本番では中団から馬場内側を追い込み、僅差の4着となる。続く年末のオープン戦に勝利し、4歳シーズンを終えた。
古馬になると牡馬との戦いが主になったが、ここから素質が開花。年頭の金杯（東）を3馬身差で圧勝して重賞2勝目を挙げると、続く東京新聞杯では、当時「無冠の帝王」と呼ばれたモンテプリンスと直線入り口から競り合い、ハナ差の2着。2戦連続で同馬との対戦となった中山記念も前走と同様の展開となり、今度はハナ差退けての優勝を果たした。次走は天皇賞（春）を予定していたが、競走前に左前脚繋靱帯炎を発症して回避、年内いっぱいを休養に充てた。当年の最優秀5歳以上牝馬には中山記念で破ったスイートネイティブが選ばれたが、中央競馬フリーハンデでは牝馬最高値となる59kgの評価を得た。
翌年1月の復帰後も衰えはなく、復帰2走を連続で2着した後、再び中山記念に出走。降雨による不良馬場を苦とせず、4馬身差で連覇を果たした。その後も好調を維持、当年7戦3勝という成績を残し、フリーハンデでは2年連続の古牝馬1位に据えられた。
明けて7歳になり、中山記念を限りの引退が決定。緒戦目黒記念を5着とした後、セカイオー以来の同一重賞三連覇を目指し、中山記念に臨んだ。レースでは最後の直線で馬群から僅かに抜け出したが、ゴール直前でテュデナムキングに半馬身交わされて2着。三連覇は成らなかった。当初の予定通り、この競走を最後に引退。故郷・藤正牧場で繁殖入りとなった。全21戦中、5着以下となったのは6歳時に出走した有馬記念のみと、非常に堅実な成績を残した。

### 引退後
繁殖牝馬となったエイティトウショウは8頭の競走馬を産んだ。代表産駒マザートウショウの他、トウショウスペリア、トウショウヒューイ、トウショウルーイの3頭がオープン馬となっている。競走馬時代と同様の堅実な成績で牧場を支え、名繁殖の1頭に数えられたが、1998年に21歳で死亡した。

## 成績表
| 年月日 | 年月日 | 年月日 |      | レース名             | 格  | 頭数 | 人気 | 着順 | 距離（状態）  | タイム | 着差    | 騎手     | 斤量 | 勝ち馬/（2着馬）     |
| 1981   | 2.     | 21     | 中山 | 新馬                 |     | 14   | 1    | 02着 | ダ1200m（重） | 1:11.5 | 0.1秒   | 中島啓之 | 53   | シュンシゲ           |
|        | 4.     | 4      | 中山 | 新馬                 |     | 13   | 1    | 01着 | ダ1200m（良） | 1:11.8 | 1 1/2身 | 中島啓之 | 53   | （トリプルエル）     |
|        | 4.     | 4      | 中山 | フラワーカップ       |     | 9    | 2    | 01着 | 芝1600m（重） | 1:37.6 | 1 3/4身 | 田村正光 | 55   | （サクラスマイル）   |
|        | 5.     | 3      | 東京 | 4歳牝馬特別（東）    |     | 13   | 2    | 05着 | 芝1800m（良） | 1:50.8 | 0.6秒   | 田村正光 | 54   | カバリエリエース     |
|        | 5.     | 24     | 東京 | 優駿牝馬             |     | 24   | 5    | 04着 | 芝2400m（良） | 2:30.1 | 0.6秒   | 田村正光 | 55   | テンモン             |
|        | 6.     | 21     | 福島 | ラジオたんぱ賞       |     | 8    | 3    | 01着 | 芝1800m（重） | 1:51.6 | クビ    | 田村正光 | 54   | （ミナガワマンナ）   |
|        | 10.    | 11     | 東京 | 牝馬東京タイムズ杯   |     | 11   | 6    | 04着 | 芝1600m（良） | 1:35.7 | 0.6秒   | 中島啓之 | 52   | ブロケード           |
|        | 11.    | 15     | 京都 | エリザベス女王杯     |     | 16   | 6    | 04着 | 芝2400m（良） | 2:28.8 | 0.7秒   | 中島啓之 | 55   | アグネステスコ       |
|        | 12.    | 19     | 中山 | オープン             |     | 11   | 2    | 01着 | 芝1600m（良） | 1:34.7 | 2 1/2身 | 中島啓之 | 53   | （フソウライデン）   |
| 1982   | 1.     | 15     | 中山 | 金杯（東）           |     | 16   | 1    | 01着 | 芝2000m（不） | 2:04.4 | 3身     | 中島啓之 | 53   | （ネオキーストン）   |
|        | 2.     | 7      | 東京 | 東京新聞杯           |     | 10   | 3    | 02着 | 芝2000m（良） | 2:00.8 | 0.0秒   | 中島啓之 | 54   | モンテプリンス       |
|        | 3.     | 14     | 中山 | 中山記念             |     | 14   | 1    | 01着 | 芝1800m（稍） | 1:49.3 | ハナ    | 中島啓之 | 54   | （モンテプリンス）   |
| 1983   | 1.     | 9      | 中山 | ガーネットステークス |     | 12   | 1    | 02着 | 芝1600m（重） | 1:36.8 | 0.3秒   | 中島啓之 | 56   | タケノハッピー       |
|        | 2.     | 6      | 東京 | 東京新聞杯           |     | 13   | 1    | 02着 | 芝2000m（良） | 2:02.5 | 0.4秒   | 中島啓之 | 56   | タカラテンリュウ     |
|        | 3.     | 13     | 中山 | 中山記念             |     | 10   | 1    | 01着 | 芝1800m（不） | 1:55.7 | 4身     | 中島啓之 | 55   | （スティード）       |
|        | 4.     | 10     | 中山 | エイプリルステークス |     | 15   | 1    | 03着 | 芝1600m（良） | 1:35.7 | 0.2秒   | 中島啓之 | 58   | アローボヘミアン     |
|        | 10.    | 22     | 東京 | オープン             |     | 8    | 1    | 01着 | ダ1600m（重） | 1:36.4 | 3身     | 中島啓之 | 56   | （サーペンスール）   |
|        | 11.    | 12     | 東京 | オープン             |     | 8    | 2    | 01着 | 芝1800m（稍） | 1:51.2 | 1 1/4身 | 中島啓之 | 55   | （メジロティターン） |
|        | 12.    | 25     | 中山 | 有馬記念             |     | 16   | 11   | 10着 | 芝2500m（良） | 2:35.0 | 1.0秒   | 中島啓之 | 54   | リードホーユー       |
| 1984   | 2.     | 19     | 東京 | 目黒記念             | GII | 10   | 3    | 05着 | 芝2500m（稍） | 2:35.0 | 1.0秒   | 中島啓之 | 56   | ダイセキテイ         |
|        | 3.     | 11     | 中山 | 中山記念             | GII | 11   | 2    | 02着 | 芝1800m（良） | 1:49.5 | 0.1秒   | 中島啓之 | 56   | テュデナムキング     |

※1984年よりグレード制導入。競走名太字はグレード制導入後のGI競走。

## 産駒一覧
|       | 生年   | 馬名               | 性 | 毛色   | 父                     | 戦績（特記）                                                           |
| ----- | ------ | ------------------ | -- | ------ | ---------------------- | ---------------------------------------------------------------------- |
| 初仔  | 1985年 | スヌープトウショウ | 牝 | 鹿毛   | ハードツービート       | 14戦2勝                                                                |
| 2番仔 | 1986年 | トウショウクルーゾ | 牡 | 鹿毛   | グランディ             | 26戦3勝                                                                |
| 3番仔 | 1987年 | トウショウスペリア | 牡 | 鹿毛   | ラッキーソブリン       | 24戦5勝                                                                |
| 4番仔 | 1988年 | トウショウヒューイ | 牡 | 鹿毛   | ロイヤルスキー         | 35戦5勝                                                                |
| 5番仔 | 1990年 | マザートウショウ   | 牝 | 黒鹿毛 | スティールハート       | 17戦4勝 函館3歳ステークス テレビ東京賞3歳牝馬ステークス クイーンカップ |
| 6番仔 | 1991年 | トウショウルーイ   | 牡 | 鹿毛   | クリスタルグリッターズ | 22戦5勝                                                                |
| 7番仔 | 1995年 | ステアトウショウ   | 牝 | 鹿毛   | リズム                 | 不出走                                                                 |
| 8番仔 | 1996年 | トウショウパンジャ | 牡 | 鹿毛   | サクラバクシンオー     | 3戦0勝（うち地方2戦）                                                  |
| 9番仔 | 1997年 | トウショウビュー   | 牡 | 黒鹿毛 | サクラユタカオー       | 16戦2勝（うち地方14戦2勝）                                             |

※5番仔マザートウショウの産駒にトウショウガナー（白銀争覇）がいる。

## 血統表
| エイティトウショウの血統                         | エイティトウショウの血統                                        | エイティトウショウの血統                                 | （血統表の出典）                                         | （血統表の出典） |
| 父 *ダンディルート Dandy Lute 1972 鹿毛 フランス | 父の父Luthier 黒鹿毛 フランス                                   | Klairon                                                  | Clarion                                                  | Clarion          |
| 父 *ダンディルート Dandy Lute 1972 鹿毛 フランス | 父の父Luthier 黒鹿毛 フランス                                   | Klairon                                                  | Kalmia                                                   |                  |
| 父 *ダンディルート Dandy Lute 1972 鹿毛 フランス | 父の父Luthier 黒鹿毛 フランス                                   | Flute Enchantee                                          | Cranach                                                  | Cranach          |
| 父 *ダンディルート Dandy Lute 1972 鹿毛 フランス | 父の父Luthier 黒鹿毛 フランス                                   | Flute Enchantee                                          | Montagnana                                               |                  |
| 父 *ダンディルート Dandy Lute 1972 鹿毛 フランス | 父の母Dentrelic 1965 栗毛 フランス                              | Prudent                                                  | My Babu                                                  | My Babu          |
| 父 *ダンディルート Dandy Lute 1972 鹿毛 フランス | 父の母Dentrelic 1965 栗毛 フランス                              | Prudent                                                  | Providence                                               |                  |
| 父 *ダンディルート Dandy Lute 1972 鹿毛 フランス | 父の母Dentrelic 1965 栗毛 フランス                              | Relict                                                   | Relic                                                    | Relic            |
| 父 *ダンディルート Dandy Lute 1972 鹿毛 フランス | 父の母Dentrelic 1965 栗毛 フランス                              | Relict                                                   | Fakhry                                                   |                  |
| 母 ソシアルトウショウ 1972 黒鹿毛 日本           | 母の父*ヴェンチア Venture 1957 鹿毛 フランス                    | Relic                                                    | War Relic                                                | War Relic        |
| 母 ソシアルトウショウ 1972 黒鹿毛 日本           | 母の父*ヴェンチア Venture 1957 鹿毛 フランス                    | Relic                                                    | Bridal Colors                                            |                  |
| 母 ソシアルトウショウ 1972 黒鹿毛 日本           | 母の父*ヴェンチア Venture 1957 鹿毛 フランス                    | Rose o'Lynn                                              | Pherozshah                                               | Pherozshah       |
| 母 ソシアルトウショウ 1972 黒鹿毛 日本           | 母の父*ヴェンチア Venture 1957 鹿毛 フランス                    | Rose o'Lynn                                              | Rocklyn                                                  |                  |
| 母 ソシアルトウショウ 1972 黒鹿毛 日本           | 母の母*ソシアルバターフライ Social Butterfly 1957 鹿毛 アメリカ | Your Host                                                | Alibhai                                                  | Alibhai          |
| 母 ソシアルトウショウ 1972 黒鹿毛 日本           | 母の母*ソシアルバターフライ Social Butterfly 1957 鹿毛 アメリカ | Your Host                                                | Boudoir                                                  |                  |
| 母 ソシアルトウショウ 1972 黒鹿毛 日本           | 母の母*ソシアルバターフライ Social Butterfly 1957 鹿毛 アメリカ | Wisteria                                                 | Easton                                                   | Easton           |
| 母 ソシアルトウショウ 1972 黒鹿毛 日本           | 母の母*ソシアルバターフライ Social Butterfly 1957 鹿毛 アメリカ | Wisteria                                                 | Blue Cyprus                                              |                  |
| 母系(F-No.)                                      | ソシアルバターフライ系(FN:1-w)                                  | ソシアルバターフライ系(FN:1-w)                           | ソシアルバターフライ系(FN:1-w)                           | [ § 2 ]          |
| 5代内の近親交配                                  | Relic 4×3、Easton 5×5･4、Mahmoud 5×5、Djebel 5･5（父内）        | Relic 4×3、Easton 5×5･4、Mahmoud 5×5、Djebel 5･5（父内） | Relic 4×3、Easton 5×5･4、Mahmoud 5×5、Djebel 5･5（父内） | [ § 3 ]          |
| 出典                                             | 1. 2. 3.                                                        | 1. 2. 3.                                                 | 1. 2. 3.                                                 | 1. 2. 3.         |

### 主な近親
- トウショウペガサス（全弟-中山記念、ダービー卿チャレンジトロフィー）
- トウショウサミット（半弟-NHK杯）
- トウショウマリオ（半弟-京成杯、東京新聞杯）
- トウショウボーイ（叔父-皐月賞、有馬記念、宝塚記念、神戸新聞杯、京都新聞杯、高松宮杯）
- トウショウピット（叔父-クモハタ記念、中山記念、関屋記念）
- トウショウレオ（従弟-小倉大賞典2回、中京記念、京阪杯）
- トウショウドリーム（甥-東京障害特別・春、東京障害特別・秋）